# World of Warcraft: Legion
World of Warcraft: Legion (срп. Свет Воркрафта: Легија) је Blizzard Entertainment-ова, шеста експанзија за ММОРПГ игру World of Warcraft најављена на Gamescom-у 2015, 6. августа 2015. године.
Ова експанзија је изашла у продају 30. августа 2016. године.
Експанзија повећава постојећи максимални ниво од 100 до 110, карактерише артифект оружја за сваку специјализацију свих класа, укључује нову зону на Аzeroth-у названу The Broken Isles и упознаје играче са новом херојском класом Demon Hunter која почиње нивоом 98. Додатно укључује десет тамница за 5 људи (енгл. 5-man dungeon) и два рејда (енгл. Raid).

## Гејмплеј
Ова екпсанзија дозвољава играчима да подигну ниво до 110 у зони The Broken Isles, повећање са максималног нивоа 100 из претходне експанзије World of Warcraft: Warlords of Draenor. Верзија 7.1 је додала десет тамница за 5 људи (енгл. 5-man dungeon).
Верзија 7.2 додаје нову тамницу повезану са Sargeras-ом названу Cathedral of Eternal Night. Планирана су четири рејд (енгл. Raid) сета опреме, где први припада рејду The Emerald Nightmare, који је објављен три недеља након изласка експанзије,
заједно са малим рејдом Trial of Valor у верзији 7.1, док други рејд сет опреме припада рејду The Nighthold у верзији 7.1.5.
Трећи рејд сет се планира у верзији 7.2, а четврти касније на Argus-у у верзији 7.3.
Девелопери су променама утицали на PvP аспекат игре. Убачен је PvP Honor system који откључава таленте који служе само за PvP окружење. У PvP борби опрема је поништена и сви њени бонуси деактивирани, са изузећем артифект оружја и њиховим моћима. Уместо овога, игра ће предетерминисати статус играча ради баланса. Међутим, играчи чији је item level већи од 800, сваки поен item level-а доприноси
0,1% повећање играчевом PvP статусу.

## Артифект оружја
Артифект оружја су моћни арсенали ношени од стране легенда warcraft универзума и само доступна играчима legion-а. Постоје 36 уникатних оружја, специфичних за сваку класу и комбинацију специализација, међу којима је Ashbringer (мач ношен од стране Tirion Fordring-a) за retribution paladin-а, the Doomhammer (ратни чекић ношен од стране Thrall-а) за enchancement shaman-а, the Icebringer и Frostreaper (мачеви близанци који заједно чине "оштрице палог принца" сковане од the Frostmourne-а, ношеног од стране Lich King-а) за frost deathknight-а, као и друга оружја из warcraft приче.
Као додатак професија пецање добија артифект оружје "the Underlight Angler" за оне који воле да пецају. Играчи преко задатака, глобалних задатака, снажних непријатељских елитних вођа и кроз повећавање нивоа јачају своје артифект оружје. Оружју такође могу и мењати изглед.
На 102 нивоу откључавају се задаци за прикупљање преосталих артифект оружја те класе за друге специализације.

## Ловац на демоне
Демон хантер (енгл. Demon Hunter — ловац на демоне) је дванеста по реду херој класа (трећа додата од прве верзије игре) у World of Warcraft-у. Придружују се deathknight-овима из Wrath of the Lich King експанзије и монасима из Mist Of Pandaria . Они крећу као чланови Ilidari-ја, елитне страже Ilidan Stormrage-а током његове владавине у Outland-у за време The Burning Crusade експанзије. Ловци на демоне врше операције "боримо се ватром против ватре", користећи демонску "fel" магију, са којом преузимају моћи демона које убију, да би се борили против Burning Legion сила. Да се постане ловац на демоне, новајлије конзумирају срце демона, због кога многи од нјих умру или полуде, док преживели постану делом демони и користе демонске моћи и крила. Ловац на демоне кроз ритуал себе ослепи, да би добио "спектрални вид", који му омогућава да детектује енергију демона и такође да види скривене непријатеље.

## Mythic плус
Mythic плус (М+ или Mythic+) тамнице је нова тежина тамница, која додаје нови ниво тежине, већи од регуларне Mythic тамнице, помоћу активације
"Mythic Keystone"-а, слично greater rift keystone-у у Diablo III, Reaper of Souls игри. Завршавање тамнице активиране keystone-ом на време, играч може освојити опрему као и јачи ниво keystone-а.

## Order Halls
Свака класа има свој објекат у коме извршава команде напада на Broken Shore. То је место велике моћи, у коме се окупљају класе специфичног одреда, као што је на пример Acherus, order hall свим мртвим витезовима - место које постоји још из Wrath of the Lich King-а - и у том месту само та класа може боравити. Промена изгледа артифект оружја, надоградња и слично се извршава у order hall-у. Играч је у свом order hall-у врховни владар и носи ту титулу због саме приче у Legion-у. Оrder hall не садржи банку и аукцијску кућу, да би играчи били мотивисани да посећују главне градове.

## Промена постојећих класа
Неке постојеће класе су доживеле огромне промене. На пример ловци, који су своје нападе базирали на даљину и помоћ љубимаца, сада су промењени тако да Survival носи оружје на близину и могу се борити заједно са љубимцем. Beastmaster може користити више љубимаца одједном, а Marksmanship може отпустити љубимца у замену за јаче способности на даљину. Као и велике промене осталим класама, које можете погледати на официјалном World of Warcraft сајту у одељку за Legion Class Preview Series.

## Transmogify 2.0
Transmogification систем омогућава промену изгледа опреме и оружја и у Legion експанзији бива проширен на верзију 2.0. Овај систем је гардеробер који, прикупљањем опреме и оружја, смешта њихов изглед у посебном интерфејсу за изглед. Опрема добијена од било ког извора је валидна. Што се тиче опреме коју играч не може да носи, она не бива учитана у гардеробер, већ ће играч морати да скупи тај изглед одговарајућом класом која то може да носи.